# Pierre-Hector Coullié
Pierre-Hector Coullié (Paris, 14 de março de 1829 - Lyon, 12 de setembro de 1912) foi arcebispo de Lyon.

## Vida
Ele freqüentou o seminário de St. Sulpice em Paris e recebeu em 23 de dezembro de 1854 sacerdote ordenado . Após sua ordenação, ele ensinou como professor em um seminário menor na Arquidiocese de Paris e foi que nos anos de 1854 a 1876 pastores nas igrejas Ste-Marguerite, Saint-Eustache e Notre-Dame-des-Victoires opera.
Ele foi nomeado Bispo Titular de Sidon e Bispo Coadjutor de Orléans em 29 de setembro de 1876 . A consagração episcopal foi -lhe dada pelo arcebispo de Paris , Joseph Hippolyte Cardeal Guibert OMI , em 19 de novembro do mesmo ano; Os co-consagradores foram o arcebispo de Orléans, Félix Antoine Philibert Dupanloup e o bispo de Nancy e Toul , Joseph Alfred Foulon . Com a morte de Félix Dupanloup em 11 de outubro de 1878 Coullié seguiu-o como bispo de Orléans. Em 15 de junho de 1893 ele se tornou arcebispo de Lyon e, portanto, um primata nomeado pela França.
Em 19 de abril de 1897 o Papa Leão XIII o levou . como cardeal sacerdote com a igreja titular de Santa Trinità dei Monti no Colégio dos Cardeais . Ele participou do conclave de 1903 , em parte, pelo Papa Pio X escolheu.
Pierre-Hector Coullié morreu em 12 de setembro de 1912 com a idade de 83 anos em Lyon e foi enterrado na Catedral de Lyon .

## Link Externo
- Biografi på The Cardinals of the Holy Roman Church